# رایحه مظفریان
رایحه مظفریان (زادهٔ ۱۳۶۵) فعال حقوق زنان و کودکان، نویسنده و مستندساز ایرانی، متولد شهر شیراز است. او بیشتر برای فعالیت‌های خود در زمینهٔ تحقیقات و آگاه‌سازی راجع به ختنهٔ زنان در ایران و همچنین تلاش برای رفع ممنوعیت فعالیت زنان در ورزش زورخانه‌ای از طرف فدراسیون ورزشی زورخانهٔ این کشور است. وی مؤسس کمپین‌های «گام به گام تا توقف ناقص‌سازی جنسی زنان در ایران» و «زن و زورخانه» نیز می‌باشد.
مظفریان تا کنون چندین کتاب تألیف کرده؛ از جمله کتاب تیغ و سنت که به بررسی جنبه‌های مختلف ختنهٔ زنان می‌پردازد و کتاب حلقه، نگاهی به ازدواج کودکان در ایران که کودک‌همسری در ایران و دلایل وجود این مشکل را بررسی می‌کند. او همچنین تعدادی فیلم مستند را کارگردانی و تهیه کرده‌است. مستند او در سال ۱۴۰۱ به نام آفریده که در مورد نشانگان آشر است، نامزد دریافت جایزه مستند نیمه بلند در ششمین جشنواره تلویزیونی مستند شد.

## زندگی‌نامه و حرفه

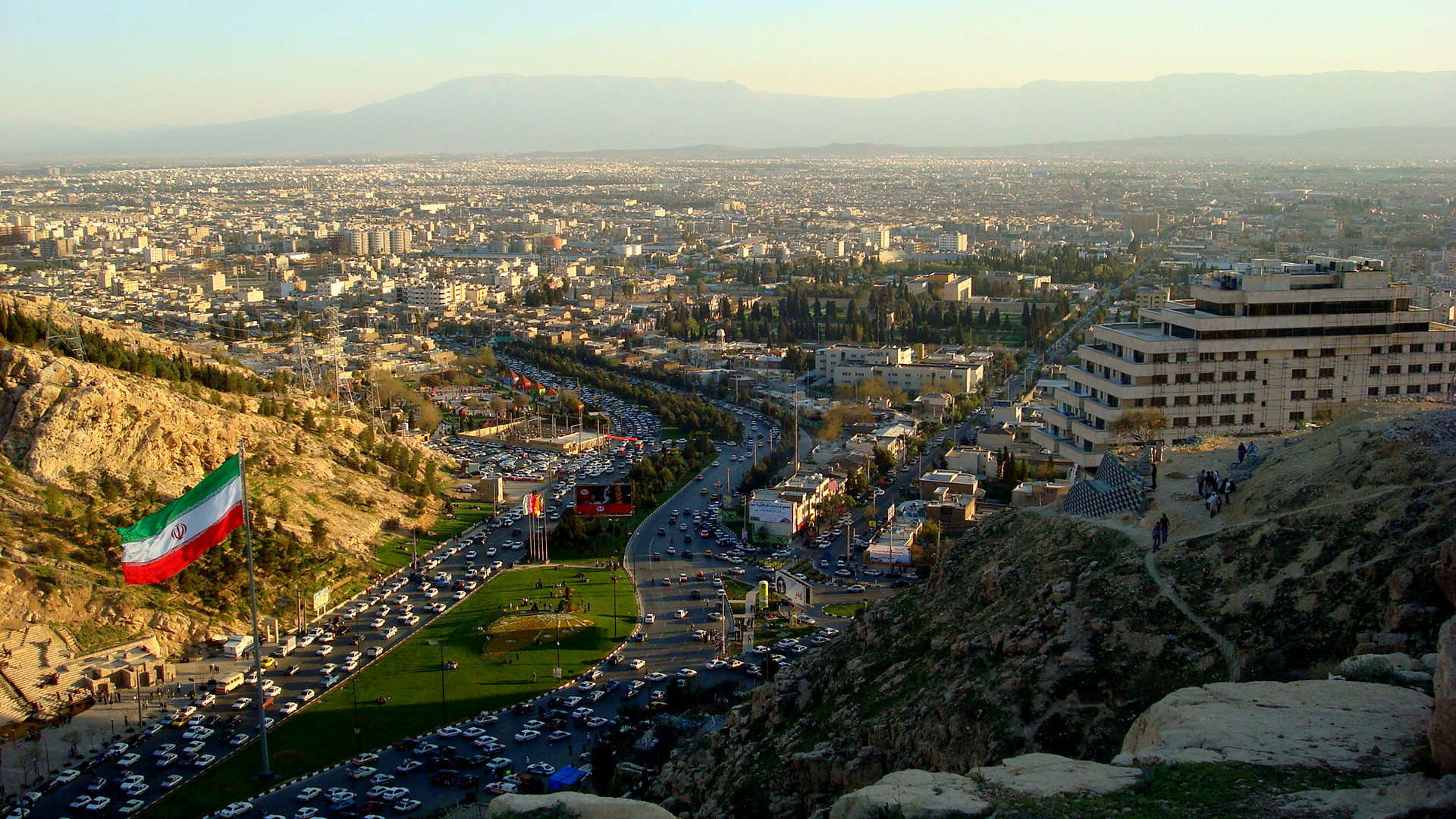
محل تولد رایحه مظفریان

رایحه مظفریان در سال ۱۳۶۵ در شیراز به دنیا آمد. او پس از کسب مدرک کارشناسی در رشتهٔ مهندسی معماری از دانشگاه آزاد اسلامی واحد شیراز در سال ۱۳۸۷، تحصیلات خود را ادامه داد و در سال ۱۳۹۰ در رشته کارشناسی ارشد جامعه‌شناسی با گرایش جمعیت و توسعه از دانشگاه شیراز واحد بین‌الملل فارغ‌التحصیل شد.
مظفریان پس از مطالعات و تحقیقات خود در مورد ختنهٔ زنان به ویژه در جزیرهٔ قشم نگارش اولین کتاب خود را با عنوان تیغ و سنت آغاز کرد. چاپ اول این کتاب توسط انتشارات روشنگران و مطالعات زنان در سال ۱۳۹۳ منتشر شد. این کتاب دارای هفت فصل است که جنبه‌های مختلف ختنه زنان از جمله جنبه‌های علمی و پزشکی و همچنین عوارض و پیامدهای روانی، فردی و اجتماعی آن را تحلیل می‌کند. دیگر کتاب برجستهٔ نوشتهٔ مظفریان، به نام حلقه، نگاهی به ازدواج کودکان در ایران در سال ۱۳۹۵ چاپ شد که به کودک‌همسری در ایران و علل آن می‌پردازد. او در سال ۱۴۰۰ کتاب دیگری در این زمینه با عنوان گره: ازدواج زودهنگام در ایران منتشر کرد.
مظفریان همچنین کارگردانی و تهیه کنندگی چندین فیلم مستند را در کارنامه کاری خود دارد، از جمله ده چهل و یک دربارهٔ ازدواج کودکان، سرخو دربارهٔ ختنه زنان، لبه گود دربارهٔ حضور زنان در ورزش زورخانه‌ای و آفریده دربارهٔ نشانگان آشر. فیلم مستند آفریده نامزد دریافت جایزه مستند نیمه بلند در ششمین جشنواره تلویزیونی مستند شده‌است.

## فعالیت‌ها
مظفریان مؤسس کمپین گام به گام تا توقف ناقص سازی جنسی زنان در ایران است. او تا کنون سخنرانی‌های زیادی در سازمان ملل، دانشگاه تهران، انجمن جامعه‌شناسی دانشگاه تهران و کمیسیون حقوق بشر اسلامی داشته‌است. او علاوه بر این توانست دولت را قانع کند تا به برپایی کارگاه‌هایی بپردازد که هدفشان آگاه‌سازی مردم جنوب ایران در مورد مسئلهٔ ختنه زنان بود. در همین راستا او شروع به جمع‌آوری فتواهای مراجع اهل سنت و شیعه کرد و دیدارهایی نیز با تعدادی از شیوخ اهل سنت داشت که در نهایت منجر به صدور فتوایی علیه این سنت دیرینه توسط شورای فتوا دهندگان اهل سنت و جماعت جنوب ایران شد. رایحه مظفریان در سال ۱۳۹۰ به ارائهٔ حاصل تحقیقات خود دربارهٔ ناقص سازی جنسی زنان در منطقه کردستان و استان هرمزگان در قالب کتابی تحت عنوان تیغ و سنت  می‌پردازد. وی با بیان اینکه هر ۱۱ ثانیه یک دختر در دنیا ختنه می‌شود عنوان کرد که سه واژه مثله کردن، ناقص سازی جنسی زنان و ختنه دختران برای این عمل به کار می‌رود. او خواهان ممانعت از روا داشتن چنین ظلمی به زنان شد. مظفریان همچنین با شهیندخت مولاوردی، معاون وقت امور زنان و خانواده رئیس‌جمهوری ایران ملاقات کرد و نسبت به وجود یک نوع افراطی از ختنهٔ زنان به نام انفیبولاسیون در برخی مناطق استان خوزستان هشدار داد.
ریحانه مظفریان در کنار فعالیت‌های مرتبط یا رشته تحصیلی اش، مدتها بود که به ورزش زورخانه ای نیز به عنوان ورزش ملی همه ایرانیان علاقه‌مند شده بود و به عنوان «اولین بانوی باستانی‌کار ایران» در این رشته فعالیت می‌کرد. عدم حضور زنان در این ورزش باعث شد تا با گشایش کمپین زن و زورخانه، حضور زنان و مشارکت آنها رادر اشاعه فرهنگ ملی ایرانیان ترویج بخشد. انتشار عکسی از وی در صفحه اول روزنامه آفتاب یزد با عنوان «پهلوان رایحه» موجب تحصن برخی از ورزشکاران مرد زورخانه ای در زورخانه عراقچی تهران شد. مظفریان خطاب به معترضین که اظهار می‌داشتند «زورخانه مکان مقدسی است و جای زنان نیست»، عنوان داشت که «زورخانه از خانه خدا و مسجد مقدس‌تر نیست» و «زنان هیچگاه از حضور در اماکن مقدس منع نشده‌اند». رئیس سابق فدراسیون اسلامی ورزش بانوان ایران فائزه هاشمی رفسنجانی به مظفریان توصیه کرد که برای ایستادن در برابر این ممنوعیت از تریبون خود در شبکه‌های اجتماعی استفاده کند: «آنچه که می‌توان کرد انتشار این خبر در شبکه‌های اجتماعی است. و صحبت کردن در مورد آن، زنده نگه داشتن آن. نباید اجازه دهید بمیرد."
مظفریان همچنین به طرح چالش دیگری با مضمون عدم حضور پرستاران مرد در زایمان‌های اضطراری پرداخته‌است.
مظفریان علاوه بر تلاش‌هایش برای حقوق زنان در ایران، فعال حقوق کودکان نیز می‌باشد و در رابطه با کودک‌همسری و استفاده از کودکان در تبلیغات در آگاهی‌سازی می‌کند. اگرچه دولت ایران پیمان‌نامه حقوق کودک را امضا کرده‌است که در آن همهٔ افراد زیر ۱۸ سال کودک محسوب می‌شوند و طبق این پیمان‌نامه ازدواج کودکان ممنوع است، اما ازدواج کودکان در ایران اتفاق می‌افتد. مظفریان یکی از دلایل وجود این مسئله را اجبار فرزند به ازدواج از روی «تحکم و تشخیص مصلحتی» به دلیل «فقر اقتصادی و فرهنگی خانواده‌ها» می‌داند. او همچنین یکی از دلایل تمایل کودکان به ازدواج را «رهایی از شرایط نابسامان خانواده مثل اعتیاد و فقر» می‌پندارد. مظفریان همچنین بر این باور است که «برخی از خانواده‌ها به خاطر جلوگیری از آشنایی کودکانشان با مسائل جنسی یا در خطر افتادن آنان در روابط قبل ازازدواج، این خردسالان را زودتر به ازدواج وادار می‌کنند.»

## آثار

### کتاب‌ها
این فهرست از روی فهرست برخط دسترسی همگانی گردآوری شده‌است.
- تیغ و سنت (۱۳۹۳)
- مردی به نام شیراز (‫۱۳۹۳‬)
- حلقه: نگاهی به ازدواج زود هنگام در ایران (۱۳۹۴)
- نگاهی به چرایی توقف ناقص‌سازی جنسی زنان در ایران (۱۳۹۶)
- جدار شیشه‌ای (‫۱۳۹۸)
- گره ازدواج زود هنگام در ایران (۱۴۰۰)
- ده، چهل و یک نگاهی به ازدواج کودکان در ایران با تکیه بر تاریخ، اسناد و آمار (۱۴۰۱)

### فیلم‌ها
- آفریده
- ده چهل و یک
- سرخو
- تیغ و سنت
- لبهٔ گود

## جوایز و نامزدی‌ها
| جایزه                   | سال  | دریافت‌کننده(ها) و نامزد(ها) | دسته‌بندی        | نتیجه     | منبع.  |
| ----------------------- | ---- | --------------------------- | --------------- | --------- | ------ |
| جشنوارهٔ تلویزیونی مستند | ۱۴۰۱ | آفریده                      | مستند نیمه بلند | در انتظار | [ ۳۵ ] |